# Carpodacus davidianus
Carpodacus davidianus là một loài chim trong họ Fringillidae.